# Osada (Wetlina)
Osada – nieoficjalna część wsi Wetlina w Polsce w powiecie leskim, w gminie Cisna.
Przez Osadę przechodzi droga wojewódzka nr 897 i zielony szlak pieszy łączący miejscowość z punktem widokowym Wielka Rawka.
Osada jest najmłodszą, a zarazem najwyżej położoną częścią wsi Wetlina
Osada znajduje się we wschodniej części Wetliny, powyżej zbiegu Wetlinki i Górnej Solinki, najbliżej Przełęczy Wyżniej. Z tej części wsi wybiega droga i nieczynna linia kolei wąskotorowej do Moczarnego. Znajduje się tu kilka domów leśników oraz Hotel Górski PTTK z 1992. Historyczna zabudowa osady spłonęła w 1946, a jej mieszkańców wysiedlono. W latach 70. wbrew protestom społecznym rozpoczęto tu budowę fermy hodowlanej (PGR). Obecnie na terenie byłego PGRu znajduje się kemping i ośrodek dydaktyczno-informacyjny Bieszczadzkiego Parku Narodowego.
Na terenie Osady powyżej współczesnej zabudowy odsłonięto fundamenty zabudowy dworskiej z okresu przedwojennego.